# Сієніт
Сієні́т (від Syene) — кристалічна, зерниста глибинна магматична гірська порода, яка складається на 60-90% з лужного польового шпату (ортоклазу) (див.) та рогової обманки. Від грецької назви давньоєгипетського м. Сін-Сієна (тепер — Асуан).
За вмістом кремнезему С. належить до середніх гірських порід, відрізняючись від діориту великим вмістом лугів. За лужністю С. поділяють на 3 групи: нормальної, підвищеної (сублужні) лужності і лужні. Перші складені калієвим польовим шпатом, роговою обманкою, біотитом, піроксенами (авгітом, діопсидом), присутні плагіоклази. Вміст акцесорних мінералів (апатит, сфен, циркон, магнетит, ільменіт) нерідко досягає 5%. Сублужні та лужні С. містять тільки лужні польові шпати, серед темнокольорових мінералів з'являються лужні амфіболи (баркевікіт, рибекіт, арфведсоніт, гастингсит) і піроксени (егірин, егірин-авгіт). Нефелінові С. виділяються в окрему групу фельдшпатоїдних порід. До С. належить також група жильних меланократових гірських порід — лампрофірів. Структури С. від крупно- до дрібнозернистих і порфировидних. Текстури масивні. Колір від рожевого до сірого. Густина 2600–2750 кг/м3, межа міцності на стиск 150–300 МПа.
Добрий будівельний матеріал. Зустрічається на Кавказі а також у Володарському районі України.

## Див. Також
- Нефеліновий сієніт